# إليزابيث جارفيس كولت
إليزابيث جارفيس كولت (بالإنجليزية: Elizabeth Jarvis Colt) هي سيدة أعمال أمريكية، ولدت في 1827 في ديب ريفر في الولايات المتحدة، وتوفيت في 21 أغسطس 1905 في نيوبورت في الولايات المتحدة.